# صموئيل بارتون
صموئيل بارتون (بالإنجليزية: Samuel Barton (New York))‏ (و. 1785 – 1858 م) هو سياسي من الولايات المتحدة الأمريكية .